# Aridelus
Aridelus (лат.) — род перепончатокрылых насекомых подсемейства Euphorinae из семейства браконид

## Распространение
Встречаются всесветно, большинство видов отмечено из Китая.

## Описание
Мелкие наездники-бракониды, длина тела 3—6 мм. Голова поперечная; антенна нитевидная, с 18 члениками, вершинный членик с шипиком; межантенальное расстояние вдвое шире места их прикрепления; затылочный киль полный, или отсутствует на большом расстоянии медиодорсально, редко полностью отсутствует, вентрально соединяясь с гипостомальным килем; лоб пунктирован со срединным килем, продолжающимся до лобного глазка; ширина лица самки больше ширины наличника; нижний край наличника выемчатый медиально; скуловой промежуток около 0,25—0,5 раз от высоты глаза; скуловой шов отсутствует; мандибулы перекрывают друг друга почти полностью; мезонотум, мезоплеврон и проподеум большей частью ареолярные; петиолярная выемка простирается почти до мезококсальных вставок. Парастигма крупная; жилка 1-SR переднего крыла отсутствует или короткая; жилка 3-SR переднего крыла отсутствует или отчетливо присутствует; жилка 1-R1 переднего крыла короткая; конец жилки SRI переднего крыла намного ближе к птеростигме, чем к вершине крыла; жилка r-m переднего крыла присутствует; жилки SR и 2-M заднего крыла присутствуют, темно пигментированы. Первый метасомальный тергит примерно на 3/4 превышает первый метасомальный тергит и полностью слит вентрально; третий тергит почти достигает конца метасомы, следующие сегменты скрыты; второй и третий тергиты вентрально перекрываются, без латеральной складки; яйцеклад и его ножны коротко обнажены. Нижнечелюстные щупики 6-члениковые, нижнегубные щупики состоят из 3—4 сегментов. Первый брюшной тергит стебельчатый.

## Экология
Представители известны как паразитоиды клопов из семейств настоящие щитники (Pentatomidae), древесные щитники (Acanthosomatidae), полушаровидные щитники (Plataspidae), щитники-черепашки (Scutelleridae) и алидиды.

## Систематика
Известно около 50 видов. Род был впервые выделен в 1887 году. Включен в состав трибы Helorimorphini.

### Виды
- A. absonus Narendran & Sheeba, 2007[6]
- A. achterbergi Narendran & Sheeba, 2007[6]
- A. aeros Narendran & Sheeba, 2007[6]
- A. africanus (Brues, 1924)
- A. alternecoloratus He, 1980
- A. angustipterus Papp, 1965[7]
- A. antennatus Chou, 1987[8]
- A. basalis Chen & van Achterberg, 1997
- A. cameroni (Szepligeti, 1914)
- A. confusus Chen & van Achterberg, 1997
- A. dubius Belokobylskij, 1981[9]
- A. egregius (Schmiedeknecht, 1907)
- A. elasmuchae Maeto & Kudo, 1992
- A. emeiensis Wang, 1985
- A. exilis (Turner, 1927)
- A. fisheri (Viereck, 1909)
- A. flavicans Chao, 1974
- A. flavicoxae (Shujauddin, 1981)
- A. fumipennis (Fouts, 1922)
- A. funerator de Saeger, 1946
- A. fuscus Wang, 1981
- A. hunanensis You, Xiong & Zhou, 1988
- A. keralicus Narendran & Sheeba, 2005
- A. kirckpatricki de Saeger, 1946
- A. longiterebra Luo, 1997
- A. longius Chou, 1987[8]
- A. malabaricus Narendran & Sheeba, 2005
- A. melanderi (Brues, 1908)
- A. mellipes de Saeger, 1946
- A. miccus Wang, 1985
- A. niger (Papp, 1974)
- A. nigrator (Fabricius, 1804)
- A. nigrithorax Muesebeck, 1936
- A. reticulatus Chou, 1987[8]
- A. ruandicus de Saeger, 1946
- A. rufotestaceus Tobias, 1986
  - = A. rufiventris Luo & Chen, 1994[10]
- A. rufus (Cameron, 1909)
- A. rutilipes Papp, 1965[7]
- A. rutilipoides Fujie & Maeto, 2022[2]
- A. rwindicus de Saeger, 1946
- A. taiwanus Chou, 1987[8]
- A. tenuicornis Papp, 1965[7]
- A. tsuifengensis Chou, 1987[8]
- A. tungpuensis Chou, 1987[8]
- A. ussuriensis Belokobylskij, 1981[9]
- A. ziyangensis Wang, 1983